# PTP (薬剤包装)
PTP (press through pack) は、錠剤の包装形態の1つ。簡便に錠剤がパッケージから取り出せるために、1960年代から広く使用される。ブリスターパックの1つ。

## 説明

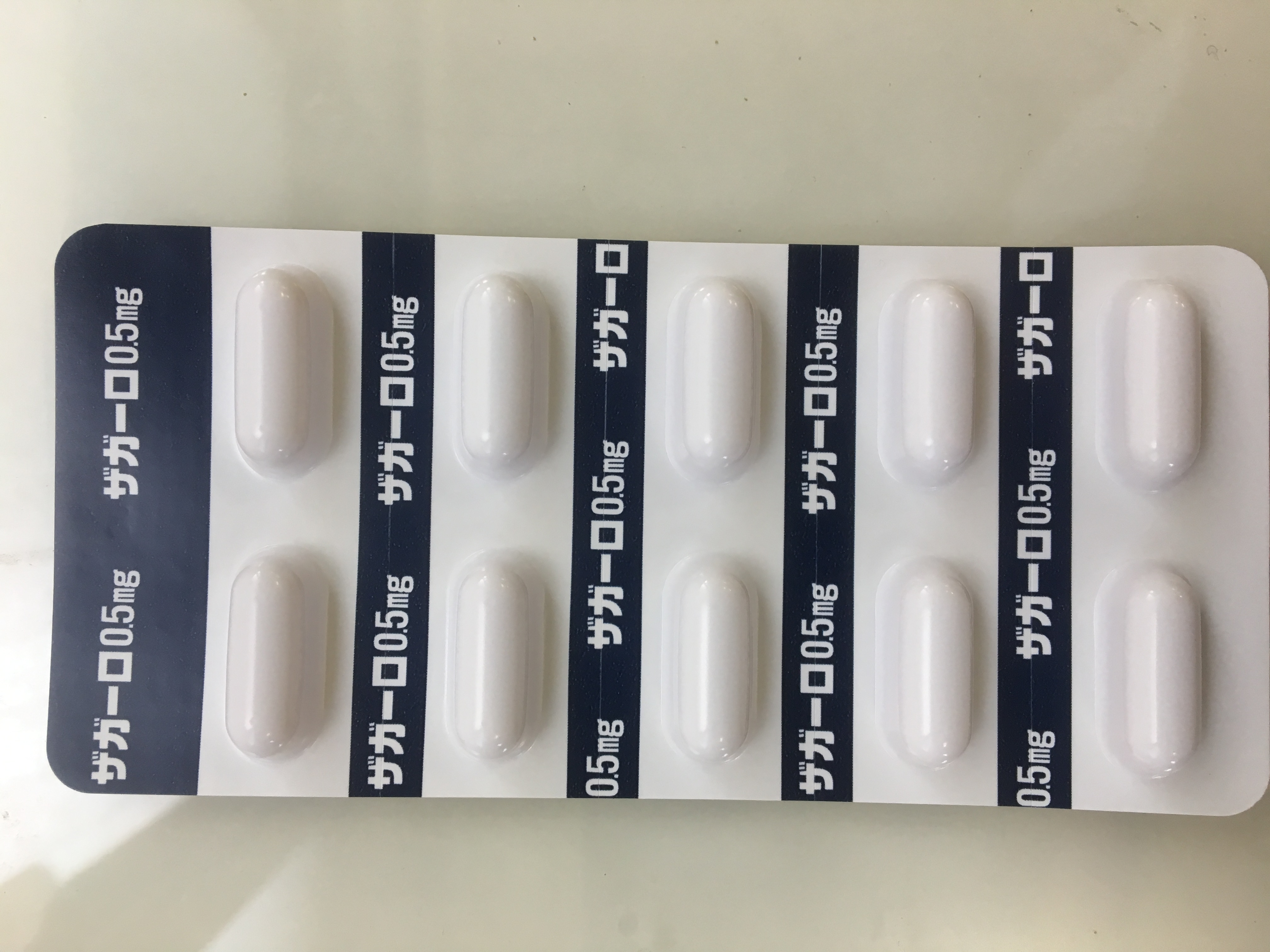
不透明なPTP

多くは上面のカバーは透明になっており、未開封の状態でも錠剤本体を直視できるようになっている。吸湿性を持つ錠剤は、不透明な防湿シートで包装されるので錠剤は直視できない。錠剤のみならず、カプセル剤の包装にも使用される。

## PTPの誤飲事故

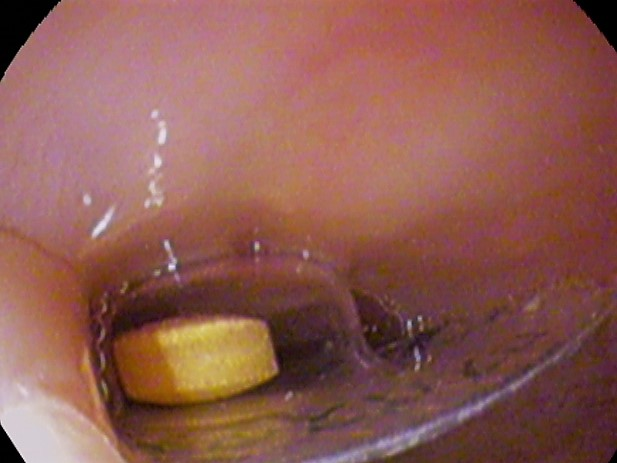
誤飲によって食道上部に係留したPTP

PTPから薬剤を取り出さず、そのまま嚥下してしまう事故がしばしば発生している。PTPを誤飲した場合、多くは胃まで到達せずに食道に引っかかることが多い。内視鏡的に摘出されるが、PTPの端が鋭利なために、誤飲時あるいは摘出時に食道や喉頭の粘膜を損傷してしまうことがある。

## PTP誤飲の防止措置
誤飲を防止するために、2012年現在はPTPを最低2錠ごとの切離線として製造しており、用手的には嚥下可能な1錠ごとのPTPには出来ないようになっている。しかし、それでも患者側がハサミなどを使用してPTPを1錠ごとに裁断し、それを誤飲する事故が続いている。